# Jolanda av Flandern
Yolanda av Flandern, född 1175, död 1219, var regerande markisinna av Namur och latinsk kejsarinna av Konstantinopel, gift med kejsar Peter II de Courtenay. Hon var det latinska kejsardömet Konstantinopels regent från 1216 till 1219. Yolanda var regerande vasallmarkisinna av Namur 1212-1216.
Hon var dotter till Margareta I av Flandern och greve Balduin V av Hainaut och Namur och gifte sig med Peter II de Courtenay. Hon blev regerande markisinna av Namur år 1212. Yolandas bröder var i tur och ordning kejsare i Konstantinopel, men hade båda dött år 1216. Hennes man blev år 1216 vald till kejsare i Konstantinopel, och skickade då henne dit, medan han själv stannade på vägen för att bedriva krig mot despotatet Epirus. 
Då hon kom fram till Konstantinopel tog hon kontrollen över regeringen som regent, och eftersom makens öde var okänt, behöll hon den. Hon skapade en allians med Bulgarien och slöt fred med Nicaea.    